# Potassic-ferro-ferri-taramite
La potassic-ferro-ferri-taramite (simbolo IMA: Pfftrm) è un raro minerale del supergruppo dell'anfibolo, all'interno del quale viene collocato nel "gruppo degli anfiboli con W(OH,F,Cl)-dominante" e da lì al sottogruppo degli anfiboli di sodio-calcio dove occupa un posto nel "gruppo contenente la radice taramite nel nome"; essendo un anfibolo, appartiene agli inosilicati e pertanto alla famiglia minerale dei "silicati", e possiede composizione chimica K(NaCa)(Fe2+3Fe3+2)(Si6Al2)O22(OH)2.
La potassic-ferro-ferri-taramite è stata definita con:
- catione potassio dominante in posizione A
- catione ferro ferroso (Fe2+) dominante in posizione C2+
- catione ferro ferrico (Fe3+) dominante in posizione C3+
- anione idrossile (OH-) dominante in posizione W.

## Etimologia e storia
La potassic-ferro-ferri-taramite è stata scoperta nel complesso di Mbozi, nella regione di Mbeya (Tanzania) e approvata dall'Associazione Mineralogica Internazionale (IMA) con il nome di mboziite (in riferimento alla località di ritrovamento). La revisione della nomenclatura degli anfiboli del 1978 (IMA 1978) comportò la modifica del nome in ferri-taramite cambiato poi in ferritaramite con la revisione del 1997 (IMA 1997). La revisione della nomenclatura del 2012 comportò sia un cambio di nome (potassic-ferro-ferri-taramite) che una ridefinizione.

## Classificazione
La classica nona edizione della sistematica dei minerali di Strunz, aggiornata dall'Associazione Mineralogica Internazionale (IMA) fino al 2009, non elenca la potassic-ferro-ferri-taramite così come è intesa oggi; un minerale preso in considerazione in questa edizione è la potassic-ferritaramite, in cui è prevista la presenza del magnesio, mentre al tempo la mboziite era già stata scartata come specie minerale a sé.
Nell'edizione successiva, proseguita dal database "mindat.org", la potassic-ferro-ferri-taramite si trova nella classe "9. Silicati (germanati)" e da lì nella sottoclasse "9.D Inosilicati"; questa viene suddivisa più finemente in base alla struttura cristallina del minerale, in modo tale che il minerale possa essere trovato nella sezione "9.DE Inosilicati con catene doppie di periodo 2, Si4O11; clinoanfiboli" dove forma il sistema nº 9.DE.20.
Anche nella Sistematica dei lapis (Lapis-Systematik) di Stefan Weiß la potassic-ferro-ferri-taramite è nella classe dei "silicati" e da lì nella sottoclasse degli "inosilicati"; qui il minerale si trova nella sezione di quelli che hanno struttura "[Si4O11] a due bande 6-; anfiboli Na-Ca" dove forma il sistema nº VIII/F.09.

## Abito cristallino
La potassic-ferro-ferri-taramite cristallizza nel sistema monoclino nel gruppo spaziale C2/m (gruppo nº 12) con i parametri reticolari a = 9,952 Å, b = 18,101 Å, c = 5,322 Å e β = 105,45°, oltre ad avere 2 unità di formula per cella unitaria.

## Origine e giacitura
La potassic-ferro-ferri-taramite è stata scoperta in un dicco di sienite nefelinica, ma è stata trovata anche in rocce metasomatiche associata principalmente a oligoclasio, K-feldspato, nefelina, altri anfiboli, egirina-augite e tracce di biotite, titanite, apatite, minerali del ferro, zircone e pirocloro.
La potassic-ferro-ferri-taramite è piuttosto rara ed è stata trovata solo in pochi luoghi: la sua località tipo, il complesso di Mbozi (8.75°S 32.75°E) in Tanzania; il complesso di "Darkainle" nella regione dell'Adal (Somalia); a Lokoundjé nel dipartimento di Océan (Camerun); il complesso di "Elchuru" nel distretto di Prakasam (India).

## Forma in cui si presenta in natura
La potassic-ferro-ferri-taramite è stata trovata sotto forma di grani subedrali lunghi fino a 3 mm e di spessore da 0,5 a 2 mm con inclusioni pecilitiche di feldspato e nefelina. Il minerale è traslucido con lucentezza vitrea; il colore è nero o verde-blu, mentre quello del suo striscio è grigio verdastro.

## Proprietà ottiche
La potassic-ferro-ferri-taramite mostra un forte pleocroismo con colori da giallo pallido a chiaro lungo {\displaystyle x}, blu-verde intenso lungo {\displaystyle y} e da blu intenso a verde a nero lungo {\displaystyle z}.
Il minerale è anche birifrangente con colori rosso-arancio brillanti.

## Minerali correlati
La potassic-ferri-taramite è un minerale non ancora approvato dall'Associazione Mineralogica Internazionale; nonostante ciò è elencato tra gli anfiboli nel gruppo contenente la radice taramite nel nome e possiede formula K(CaNa)(Mg3Fe3+2)(Al2Si6O22)(OH), cioè possiede il magnesio come catione dominante in posizione C2+ al posto del ferro ferroso.